# جون لامب (سياسي)
جون لامب (بالإنجليزية: John Lamb)‏ هو سياسي أمريكي، ولد في 12 يونيو 1840 في مقاطعة سوسيكس في الولايات المتحدة، وتوفي في 21 نوفمبر 1924 في ريتشموند في الولايات المتحدة. حزبياً، نشط في الحزب الديمقراطي. وقد انتخب عضو مجلس نواب الولايات المتحدة عن ولاية فرجينيا وانتخب عضو مجلس النواب الأمريكي.